# Weerterbosje
Het Weerterbosje is een natuurgebiedje in het Belgisch-Limburgse gehucht Weert dat zich bevindt ten zuidwesten van Grote-Spouwen. Het gebied en de omgeving ervan wordt beheerd door Natuurpunt.
Het zeer oude hellingbosje is gelegen tussen de Bovenstraat en de Biestertstraat, en wordt gekenmerkt door een rijke bloei van bosanemonen. In 1997 werd 3 ha van de omgeving verworven, terwijl ook een hoogstamboomgaard werd aangekocht. Er zijn meidoornhagen en weilanden, die zodanig worden beheerd dat ze weer bloemrijk worden.
In de nabijheid ligt de oude Huubkes poel, die eveneens door Natuurpunt wordt beheerd.